# ここへ来て見よ
『ここへ来て見よ』（ここへきてみよ、独: Kommt her und Schaut）は、カール・ハインリヒ・グラウンが作曲した1730年頃に作曲した受難オラトリオである。

## 背景および概要
グラウンは1725年2月から、ブラウンシュヴァイク＝ヴォルフェンビュッテル公アウグスト・ヴィルヘルムの宮廷でテナー歌手として職務に就いていた。1735年に当時のプロイセン王太子フリードリヒ（のちのフリードリヒ大王）の宮廷に移るまで、グラウンはブラウンシュヴァイク宮廷で歌手としてのみならず、作曲家としても精力的に活動し、6つのオペラや『クリスマス・オラトリオ』、『復活祭オラトリオ』などを当地の宮廷および教会のために手がけた。
アグリーコラによって書かれたとされている伝記（1773年）によると、グラウンは1733年までに「多くのドイツ語による誕生祝賀カンタータ、教会音楽、イタリア語によるカンタータ、2つの受難節のための音楽」を完成させていた。グラウンは生涯に、『救世主の苦難』（Die Martern des Erlösers）、『ここへ来て見よ』、『子羊が往く、咎を背負って』（Ein Lämmlein geht und trägt die Schuld）、『イエスの死』（Der Tod Jesu）の合わせて4つの受難オラトリオを作曲したが、このうち『子羊が往く、咎を背負って』および『ここへ来て見よ』が、アグリーコラによって報告されているブラウンシュヴァイク時代に書かれた「2つの受難節のための音楽」であると考えられている。
『ここへ来て見よ』は、『イエスの死』ほど広範に受容されることはなかったものの、多くの筆写譜を通して北ドイツ地域に広く伝承された。全体を通じた楽曲の番号数は66に及び、編成面でもフルート、オーボエ、ファゴットがそれぞれ3本ずつ、ホルンが2本、さらにはヴィオリーノ・ピッコロまで用いられるなど、規模の大きさが特徴的であり、本作を「大受難曲」（Große Passion）のタイトルで伝承している手稿譜もある。以前に作曲した『復活祭オラトリオ』、『クリスマス・オラトリオ』で用いた音楽語法をさらに洗練させて、この作品はグラウンの作曲活動中期における一つの集大成のような様相を呈している。